# Hoogvliegers
Hoogvliegers is een Nederlandse televisieserie over Leyla, Guus en Rutger, drie jonge mensen in opleiding tot vlieger bij de Nederlandse Koninklijke Luchtmacht. De serie van de EO werd voor het eerst uitgezonden op NPO 1 in de periode van 11 januari 2020 tot en met 29 februari 2020.

## Rolverdeling

### Hoofdrollen
| Acteur                   | Rol                                             |
| ------------------------ | ----------------------------------------------- |
| Sinem Kavus              | Leyla Demir                                     |
| Soy Kroon                | Guus Walema                                     |
| Josha Stradowski         | Rutger de Man                                   |
| Gijs Scholten van Aschat | Roderick Walema (Commandant der strijdkrachten) |
| Fedja van Huêt           | Lucky Lanshof                                   |
| Sanne Langelaar          | Paula Walema                                    |
| Lisa Zweerman            | Melanie de Man                                  |
| Xander van Vledder       | Marco de Laan (Minister van Defensie)           |
| Charlie Chan Dagelet     | Julia Hofstee                                   |

### Gastrollen
| Acteur           | Rol              |
| ---------------- | ---------------- |
| Hans Kesting     | Pepijn Goudakker |
| Valeriu Andriuta | Branco Titov     |
| Hans Croiset     | Menno            |
| Bart Harder      | Dennis de Waal   |
| Bart Klever      | vader Dennis     |
| Sylvia Poorta    | moeder Dennis    |
| Lynn Broussard   | vlieger          |
| Gustav Borreman  | Manu Zegers      |

## Plot
De Russische separatisten-generaal Branko Titov wordt gearresteerd en uitgeleverd aan het Internationaal Straftribunaal in Den Haag. De arrestatie wordt uitgevoerd zonder medeweten van minister van Defensie Marco de Laan, door Commandant der Strijdkrachten Roderick Walema. In die explosieve situatie leren wij Rutger de Man kennen, een jongen uit één stuk, maar met een ingewikkeld verleden. Als hij zich uit bravoure aanmeldt voor een opleiding van de Nederlandse luchtmacht blijkt hij over the right stuff te beschikken. Tijdens de loodzware opleiding sluit Rutger vriendschap met Guus en Leyla. Het conflict met Rusland laait verder op als Rutger in een PC-7-trainingstoestel boven de Noordzee vliegt en een Russische bommenwerper weet te verjagen. Niet iedereen waardeert zijn daad, en hij dreigt voor de krijgsraad te worden gesleept, maar Rutger wordt op het schild gehesen door Roderick Walema, die van zijn adjudant hoort wat er gaande is en nog net op tijd bij de hoorzitting arriveert om te kunnen ingrijpen, en op listige wijze een held maakt van de omstreden vlieger. Nu Rutger een publiek figuur is gaat een journaliste graven in zijn verleden. Rutger blijkt een geheim met zich mee te dragen, vol schuld, boete en doodslag. Guus is de enige overgebleven zoon van Roderick, nadat zijn oudste zoon Maarten een paar jaar geleden bij een missie boven Irak is neergehaald en door de rebellen gemarteld en vermoord. Leyla's vader was een hoge Turkse militair, die twintig jaar geleden weigerde met opstandelingen mee te doen en daarom met zijn gezin naar Nederland moest vluchten.
Rutger, Guus en Leyla vervolgen hun opleiding in Tucson, Arizona, waar ze door de Nederlandse Sebrenica-veteraan Lucky worden ingewijd in de wereld van F-16-vliegers. Ze beleven een onbezorgde tijd, waarin hun vriendschap groeit. Dit deel van de opleiding is zwaar. Een van de vliegers in opleiding, die door onhandigheid bij het tanken een paar ribben heeft gebroken, wil niet dat Lucky daar achter komt en tegen advies van Rutger forceert hij zich om toch te gaan vliegen, maar hij stort neer en ziet geen kans tijdig zijn schietstoel te gebruiken. De drie vrienden gaan zelf op onderzoek uit en vinden uiteindelijk zijn wrak en zijn lichaam, dat in Nederland met militaire eer wordt begraven.
Rutger vindt ook liefde. In Leyla, die inmiddels weet dat Rutger een moeilijke jeugd heeft gehad maar nog niet het hele verhaal kent.
Roderick laat bewust Rutgers geheim lekken. Rutger heeft een slechte jeugd gekend, vol geweld. Zijn vader mishandelde zijn jongere zusje Melanie. In een poging het tegen hem op te nemen sloeg Rutger per ongeluk zijn vader dood met een hamer. Hij werd niet vervolgd, maar het liet hem nooit meer los. Het uitkomen van die waarheid heeft grote gevolgen. Op een tuinborrel, die Roderick voor zijn manschappen heeft georganiseerd, en waar Guus tot ergernis van zijn vader aardig uit zijn bol gaat, ontmoet Rutger een knappe, wat oudere jonge vrouw, die per ongeluk een glas wijn over hem morst en hem kordaat mee naar binnen commandeert om hem te verschonen; zij blijkt Guus' zus Paula te zijn, die nog bij haar vader woont. Zij voelt zich aangetrokken tot de stoere maar onervaren jongen en koketteert met hem, en Rutger is onder de indruk van de zelfbewuste vrouw, maar hij is geremd, mede wanneer zij de herinnering ophaalt aan de gruwelijke dood van Maarten, die door de rebellen zelfs op video is gezet. Daarna treffen zij Guus met een flinke kater op de w.c. aan; Guus ventileert zijn jarenlange woede en contramine over de paternalistische instelling van zijn vader. Rutger gaat weer naar beneden en biecht aan Roderick eindelijk op wat hij al wist, en deze trekt zijn plan. Even lijkt Rutger in een vrije val te raken, en de breuk met zijn zusje Melanie, op wie hij woedend is omdat zij zich door de journaliste heeft laten uithoren lijkt nu definitief, maar Roderick redt hem. Hij maakt van Rutger een nog grotere held dan hij al was.
Rutger, Guus en Leyla zullen op missie naar het Midden-Oosten gaan als F16-vliegers, maar bij een oefenvlucht laat Rutger zich door Leyla overhalen buiten de militaire zone te gaan vliegen. Lucky komt hier achter en geeft ze een stevige uitbrander, en Leyla krijgt te horen dat ze niet mee mag naar Syrië. Rutger bespreekt dit met Roderick, die in Tucson op bezoek is, en hij dreigt de missie te boycotten. Roderick wordt kwaad en dreigt dat Rutger dan in de gevangenis zal komen, maar Rutger wijst hem er op dat Roderick en hij in het zelfde schuitje zitten. Roderick geeft nu toe en belooft er voor te zorgen dat Leyla toch mee mag. Rutger vertelt dit meteen aan Leyla die dolblij is. Echter Lucky is woedend dat Roderick hem weer eens heeft overruled, en bij de uitreiking van de wings worden alleen Rutger en Guus tot F16-vliegers gepromoveerd; Leyla mag inderdaad ook mee naar Syrië, maar slechts als helikopterpiloot. Zij denkt dat Rutger haar heeft beduveld en keert zich woedend van hem af.
Guus, Rutger en Leyla gaan nu naar het Midden-Oosten. Daar worden verschillende conflicten uitgevochten. Doordat Rutger nu een bekendheid is, is hij ook een vliegende schietschijf. Maar de hittezoekende raket raakt niet hem, maar Guus. Die gebruikt net op tijd zijn schietstoel. Hij bereikt in de woestijn een kleine nederzetting, waar hij een bewoner grof geld betaalt om hem per auto over de Turkse grens te smokkelen, maar hij wordt verraden en valt in handen van Syrische rebellen, die hem martelen. Een reddingsoperatie wordt op touw gezet, maar vergeefs: Guus wordt niet gevonden. Rutger is inmiddels teruggeplaatst naar Nederland. Hij krijgt tijdelijk onderdak bij Roderick thuis, die ervan uitgaat dat nu ook zijn andere zoon dood is. Rutger ziet hier natuurlijk ook Paula weer en nadat zij hem zijn slaapkamer heeft gewezen verleidt zij hem; ditmaal is Rutger, teleurgesteld nu hij Leyla kwijt is, niet meer te houden. Het eindigt het in een gepassioneerd samenzijn.
De leiding staat voor de taak Rutger op een zijspoor te zetten en biedt hem een hoge staffunctie op de basis Leeuwarden aan, maar Roderick regelt dat Rutger bij de QRA (Quick Reaction Alert) wordt gestationeerd, zodat hij toch kan blijven vliegen.
Intussen is Leyla naar de Turkse ambassade in Damascus gegaan; zij heeft een foto van Guus meegebracht en dringt erop aan dat de ambassadeur probeert Guus op te sporen; zij wijst hem erop dat de vader van Guus een generaal is. Kort daarop komt het bericht dat Guus niet dood is maar gevangen is genomen. Rusland wil hem ruilen tegen Titov, die op dat moment aan de zuurstof in het ziekenhuis ligt. Roderick is duidelijk: we onderhandelen niet met terroristen, zelfs niet als het mijn eigen zoon betreft. Maar minister De Laan gooit het op een akkoordje met de Russen en zet Titov buiten medeweten van de media op het vliegtuig naar Rusland, waarbij zijn ziekte al aan het begin van de vlucht als bij toverslag genezen blijkt te zijn. Roderick is woedend: hij wil Titov koste wat kost niet laten vertrekken. Hij geeft Rutger buiten alle protocollen om opdracht het toestel van Titov terug te halen, en desnoods neer te schieten. Rutger gehoorzaamt, maar weet niet dat zijn vriend Guus levend is gevonden.
Hij gaat de confrontatie aan met het toestel van Titov, maar dat reageert niet. Dan volgt een air to air-confrontatie tussen de twee vliegtuigen. Tezelfdertijd is Leyla met haar helikopter bij het rebellenkamp gearriveerd waar Guus wordt vastgehouden in afwachting van de ruil. De rebellen willen eerst zekerheid dat Titov vrij is. Leyla slaagt er in Rutger op te bellen en te berichten dat Guus nog leeft, en dat hij zijn missie moet staken. Rutger had zijn hand al aan de rode knop maar kiest er nu voor om het leven van zijn vriend te redden door terug te keren en Branko Titov te laten gaan. Pas wanneer de rebellen dit bevestigd krijgen laten zij Guus ingevolge de Russische bemiddeling vrij, en vliegen Leyla en Guus samen met de manschappen terug. Inmiddels is Rutger op de basis Leeuwarden teruggekeerd, waar hij voor de tweede keer in zijn loopbaan wordt gearresteerd door de marechaussee en in bewaring gesteld. De officiële lezing voor het journaal is nu dat Rutger op eigen houtje achter het Russische vliegtuig aan ging maar dat Roderick hem heeft teruggefloten. Leyla komt Rutger in de gevangenis opzoeken en blijkt toch nog steeds van hem te houden. Kort daarna komt het nieuwsbericht dat Titov in Rusland is overleden aan een hartaanval, maar daarna volgt een shot waarin te zien is dat hij in werkelijkheid uit het raam is gegooid.
De premier wijst Marco en Roderick terecht en veegt de hele kwestie onder een groot tapijt. De minister maakt vervroegd zijn overstap naar het bedrijfsleven en Roderick wordt in functie gehouden om geen argwaan te wekken. Rutger is vrij maar wordt oneervol ontslagen. Nu is Rutger opnieuw zijn thuis kwijt. Guus en Leyla zijn er gelukkig nog, en de drie herenigen zich in een emotioneel weerzien. Rutger is terug bij af – misschien geen gekke plek om opnieuw te beginnen. Rutger sluit ook vrede met Melanie.

## Muziek
De gebruikte muziek in de serie is divers van aard, maar straalt het gevoel van de jaren 60 uit en dan vooral de Amerikaanse geschiedenis met betrekking tot de Vietnamoorlog. Hier een greep van de gebruikte muziek:
De begintune van de serie is een gedeelte van het nummer Good Luck van de Amerikaanse indierockband Broken Bells, bestaande uit Brian Burton (beter bekend als Danger Mouse) en James Mercer, zanger en gitarist van The Shins.
Verder zit er in de serie (aflevering 6) ook een song uit de jaren 60 van Creedence Clearwater Revival met het nummer Fortunate Son.
In aflevering drie zit onder andere het nummer Thunderstuck van AC/DC als Rutger zijn eerste solovlucht met de F-16 maakt vanaf Tucson Airbase in Arizona
De serie eindigt bij aflevering 8 met de single Where the Streets Have No Name uit juli 1987 van de Ierse band U2.